# Syndrome d'hypersensibilité et hyperactivité
Le syndrome d'hypersensibilité et d'hyperactivité ou syndrome HSHA ou simplement HSHA est un trouble du développement dans lequel un chien ou un chat présente une hyperactivité, des déficits des autocontrôles ainsi qu'une réaction excessive aux stimuli. Il est considéré comme un équivalent du trouble de l'attention avec ou sans hyperactivité humain.

## Histoire
Le HSHA fait partie d'une approche française de la psychiatrie vétérinaire. Il est pour la première fois décrit par Patrick Pageat en 1995. Les anglo-saxons préfèrent distinguer ce qui correspondrait au HSHA en hyperactivité et en hyperkinésie.

## Étiologie
Un maternage non abouti peut entraîner un HSHA. 

## Prévalence
Ce syndrome concerne entre 12 et 20 % des chiens. Pour Pageat, certaines races sont prédisposées au HSHA : Fox terriers, Labradors, Bergers belges et Bergers des Pyrénées.

## Physiopathologie
Ce trouble est comparé au trouble de l'attention chez l'humain.

## Prise en charge

### Prise en charge médicamenteuse
Avant la puberté, la molécule de première intention est la sélégiline. Sans évolution positive, l'administration de fluvoxamine ou de fluoxétine est recommandée. Chez l'individu pubère, à ces deux dernières molécules peuvent être ajouté de la clonidine si l'animal présente un état d'hypervigilance.